# 高霧站
高霧站（英語：Como Station）是雪梨城市鐵路的東郊及伊拉瓦拉線的一個沿線車站，它服務悉尼的的一個住宅區—高霧。它有一個島式月台。

## 歷史
舊高霧站最初在1885年12月開幕，使高霧成為一個有名的度假區。當新高霧橋在1972年建成後，新站亦建成。現今，我們仍可在電壓站附近見到舊站。

## 月台服務
大部份時間每小時會在2班列車，星期一至五的繁忙時間會加設班次。有時會有南海岸線的列車停在此站。

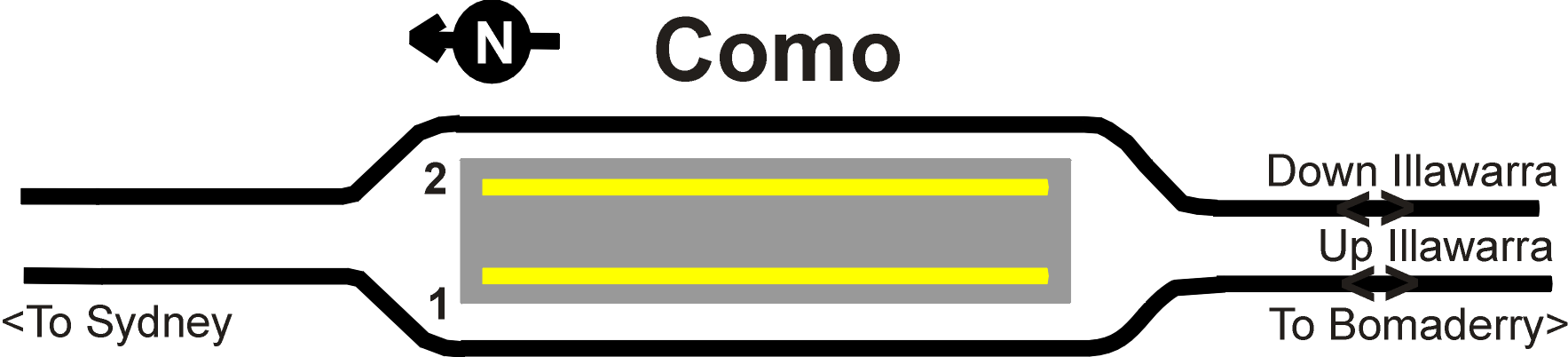
高霧站路軌圖。

1號月台
- 東郊及伊拉瓦拉線 — 往邦迪聯運。

2號月台
- 東郊及伊拉瓦拉線 — 往瀑布。

### 傷殘人士設施
該站以行人隧道通往街外，但不設升降機等傷殘人士設施。車站在開放時間會在職員當值。

## 外部連結
1. ↑  Bureau of Transport Statistics.  (PDF). Transport NSW.   [13 July 2018]. （原始内容 (PDF)存档于2018-06-10）.
2. ↑  . City Rail.   [28 June 2009]. （原始内容存档于2010-11-25）.

| 往都會區 | 往都會區 | 路線             | 往外城 | 往外城 |
| 奧特利   | ←        | 東郊及伊拉瓦拉線 | →      | 真安莉 |